# Wemale
Los Wemale son un grupo étnico de la isla Seram, Indonesia. Suman más de 7.500 personas y viven en 39 aldeas de la zona central de la isla. Al igual que el pueblo Alune en el oeste, el pueblo Wemale se origina en un grupo ancestral común llamado Patasiwa.
La lengua wemale es de origen malayo-polinesio y se divide en una variedad norteña y una variedad sur, teniendo dialectos conocidos como Horale, Kasieh, Uwenpantai, Honitetu y Kawe. Wemale del Norte es hablado por unas 5.000 personas y el Wemale del Sur es hablado por unas 3.700 personas.
La leyenda Hainuwele es un mito de origen del folclore de Wemale y Alune.Fue grabado por el etnólogo alemán Adolf Ellegard Jensen en una expedición de 1937-1938 a las Islas Maluku.

## Descripción

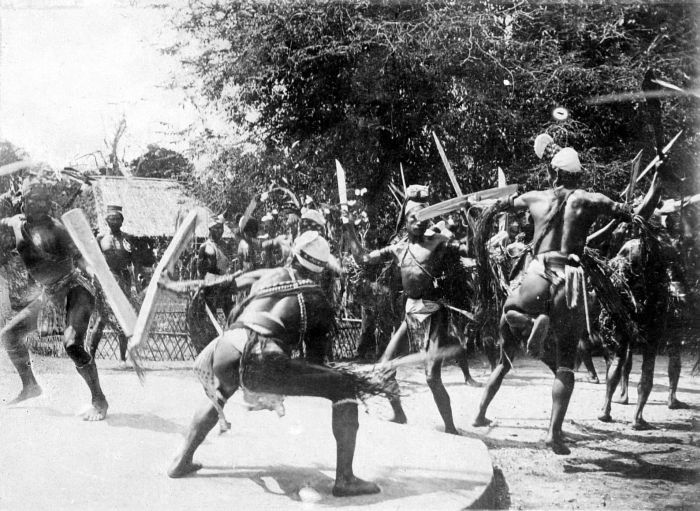
Guerreros Wemale

Tradicionalmente, los Wemale vivían de productos forestales. Gran parte de su dieta se basaba en la palma de sagú. También practicaron el cultivo por turnos.
Los machos solían participar en actividades guerreras contra grupos vecinos. Las hembras solían pasar la mayor parte del día recogiendo productos del bosque en cestas cónicas altas que llevaban sobre sus espaldas. La parte superior de estas cestas tenía una forma de embudo característica y lo que se atrapó fue sacudido dentro por las mujeres con un movimiento rápido y elegante.
Los hombres Wemale llevaban cuchillos largos. Ambos sexos llevaban poca ropa debido al ambiente húmedo. Las mujeres llevaban fajas de ratán alrededor de su cintura.
Al igual que con el Alune, la celebración de la mayoría de edad para las niñas fue una ocasión importante.
El Wemale construyó casas grandes y elaboradas con madera, palos y hojas de palma. Estas casas fueron construidas muy hábilmente para mantener el interior seco y cómodo.
La cultura del pueblo Wemale ha cambiado mucho durante las últimas décadas debido al impacto del consumismo que perturba los valores tradicionales. También la inquietud política y religiosa y el conflicto resultante en Indonesia afectaron a muchas islas de la zona de Maluku.